# Speed (película)

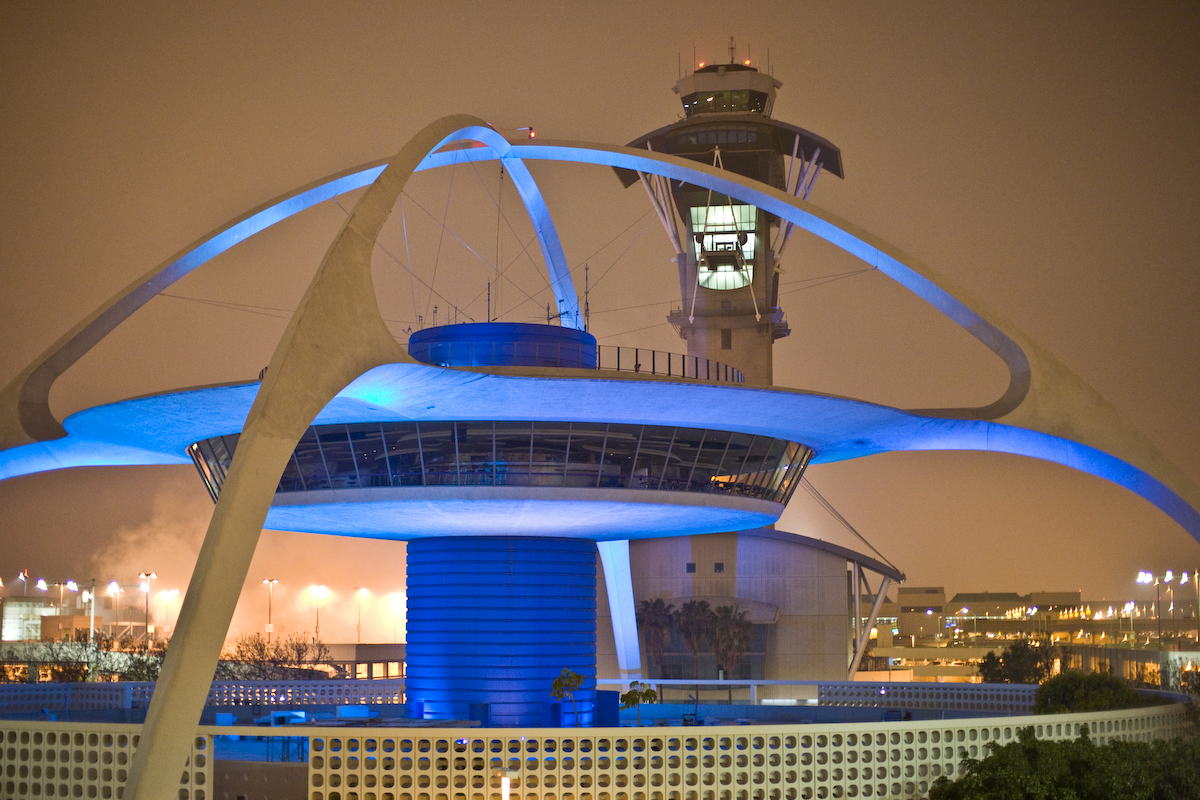
Aeropuerto Internacional de Los Ángeles (LAX), una de las localizaciones del rodaje.

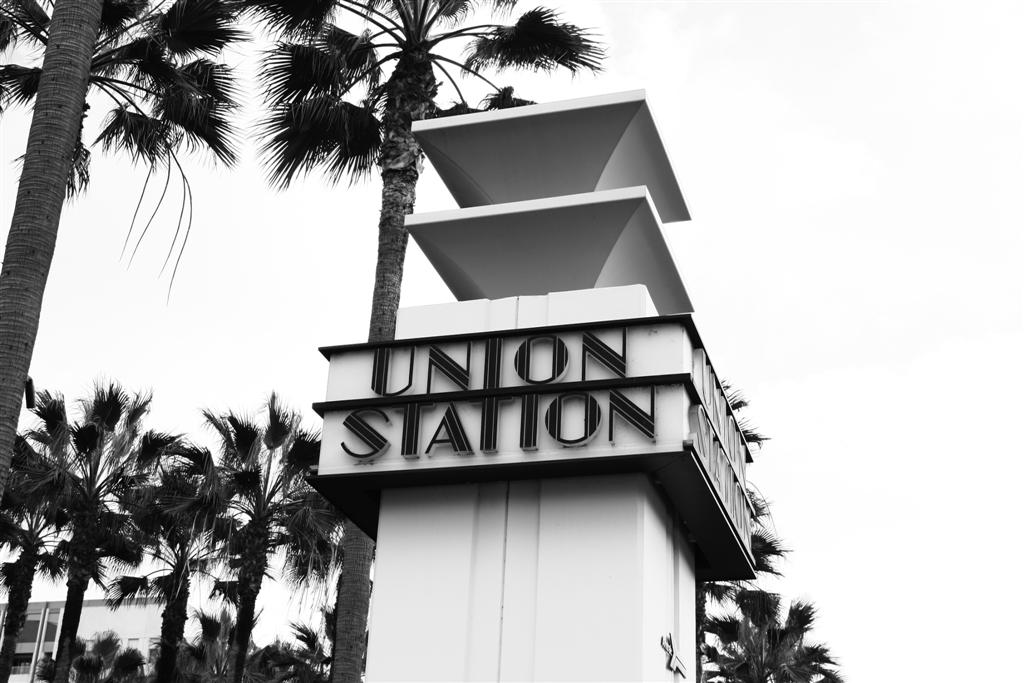
Union Station, una de las localizaciones del rodaje.

Speed (titulada Máxima velocidad en Latinoamérica y Speed: Máxima potencia en España) es una película de acción de 1994 dirigida por Jan de Bont y protagonizada por Keanu Reeves, Sandra Bullock y Dennis Hopper. Estrenada el 10 de junio de 1994 en Estados Unidos, la película ganó dos Premios Óscar.

## Argumento
Jack Traven es un joven pero experimentado policía de Los Ángeles. Aunque Traven ha realizado numerosas misiones riesgosas, nunca se ha enfrentado a una situación tan peligrosa como esta: una bomba en un autobús de pasajeros ha sido colocada por el terrorista Howard Payne. Los pasajeros y las calles de la ciudad están en terrible peligro porque Payne explotará el vehículo si alguien intenta bajar del autobús o si la velocidad baja de 50 millas por hora. Adicionalmente exige 3,7 millones de dólares a cambio de no explotarla.
El departamento de policías está tratando de encontrar y atrapar a Payne mientras el oficial Traven aborda el autobús para tratar de calmar a los pasajeros y a la nueva conductora, Annie, una simple pasajera que tomó el volante luego de que el conductor recibiera un disparo por error. Jack Traven intentará por todos los medios desactivar la bomba a tiempo para evitar una masacre.

## Reparto
| Actor           | Personaje               |
| --------------- | ----------------------- |
| Keanu Reeves    | Jack Traven             |
| Sandra Bullock  | Annie Porter            |
| Dennis Hopper   | Howard Payne            |
| Joe Morton      | Teniente McMahon        |
| Jeff Daniels    | Detective Harold Temple |
| Beth Grant      | Hellen                  |
| Glenn Plummer   | Conductor del Jaguar    |
| Carlos Carrasco | Ortiz                   |

## Producción

### Desarrollo
Se pensó en John McTiernan, Renny Harlin y Quentin Tarantino para que hiciesen la película, pero al final fue Jan de Bont el que fue elegido para dirigirla. Al principio el guion de Graham Yost localizaba casi toda la historia dentro del autobús, sin embargo el estudio lo encontró demasiado claustrofóbico, por ello Yost lo reescribió incluyendo la escena final en el metro. Finalmente, por idea de Jan de Bont, se incluyó la escena inicial en el rascacielos. También Josh Whedon participó en el guion aunque no sale acreditado.

### Casting
Al principio se pensó en Stephen Baldwin, George Clooney, William Baldwin, Johnny Depp, Bruce Willis, Arnold Schwarzenegger, Michael Keaton, Tom Cruise, Jeff Bridges y Tom Hanks para interpretar al protagonista, pero al final fue Keanu Reeves el que recibió el papel. Lo mismo ocurrió con la protagonista Annie. Al principio se pensó al respecto en Halle Berry, Glenn Close, Kim Basinger, Marisa Tomei, Michelle Pfeiffer, Meg Ryan, Demi Moore, Jodie Foster, Bridget Fonda, Diane Lane, Cameron Diaz y Julia Roberts, pero al final fue Sandra Bullock la que recibió el papel.

### Localizaciones
La trama de Speed se sitúa completamente en la ciudad de Los Ángeles, ciudad en la que se usaron diversas localizaciones para el rodaje de la película. Cabe destacar lugares como Century Freeway I-105, Ballerina Clown, Century Freeway I-105/Harbor Freeway I-110 Interchange, Spring Street, Hollywood Boulevard, Long Beach (California), Los Angeles International Airport, metro de Los Ángeles, estación de Union Station, Ocean Park Boulevard, Mojave Airport, Pershing Square, W. Imperial Highway & Athens Way, Venice Bouleverd y San Vicente Boulevard.

## Recepción crítica y comercial
Los críticos la valoraron con un 93% de comentarios positivos, según la página de internet Rotten Tomatoes, llegando a la siguiente conclusión: "un estupendo thriller de acción, Speed es enérgica y tensa y con buenas interpretaciones de Keanu Reeves, Dennis Hopper y Sandra Bullock".
Según la página de Internet Metacritic obtuvo críticas positivas, con un 78%, basado en 17 comentarios de los cuales 15 son positivos.
Destacar el comentario del crítico cinematográfico Roger Ebert:

"Esto lo hemos visto antes, pero pocas veces tan bien hecho y con tanta energía".
Roger Ebert, crítico de cine.

El 13 de junio de 2001, durante un especial de televisión, el American Film Institute dio a conocer un listado compuesto por 100 largometrajes, bajo el epígrafe AFI's 100 años... 100 películas de suspense, Speed se encuentra en el puesto 99.
Sólo en Estados Unidos recaudó más de 121 millones de dólares. Sumando las recaudaciones internacionales alcanza la cifra de 350 millones. Su presupuesto fue de 30 millones. Gracias a ella Keanu Reeves y Sandra Bullock saltarían al estrellato y Dennis Hooper tendría gracias a ella una segunda época de oro tanto de actor como de director. A causa del éxito se hizo también una secuela de la película, la cual, sin embargo, fracasó en taquilla. Además fue muy criticada por los críticos.

## Lanzamientos mundiales
| País                                                                          | Fecha de estreno               |
| ----------------------------------------------------------------------------- | ------------------------------ |
| Alemania                                                                      | Jueves 20 de octubre de 1994   |
| Argentina                                                                     | Jueves 7 de julio de 1994      |
| Australia                                                                     | Jueves 30 de junio de 1994     |
| Austria                                                                       | Viernes 21 de octubre de 1994  |
| Bélgica                                                                       | Miércoles 24 de agosto de 1994 |
| Belice · Costa Rica · El Salvador · Guatemala · Honduras · Nicaragua · Panamá | Viernes 21 de octubre de 1994  |
| Bolivia                                                                       | Jueves 18 de agosto de 1994    |
| Brasil                                                                        | Viernes 12 de agosto de 1994   |
| Bulgaria                                                                      | Viernes 21 de octubre de 1994  |
| Chile                                                                         | Jueves 28 de julio de 1994     |
| Chipre                                                                        | Viernes 14 de octubre de 1994  |
| Colombia                                                                      | Miércoles 20 de julio de 1994  |
| Corea del Sur                                                                 | Sábado 25 de junio de 1994     |
| Croacia                                                                       | Jueves 27 de octubre de 1994   |
| Dinamarca                                                                     | Viernes 14 de octubre de 1994  |
| Ecuador                                                                       | Miércoles 20 de julio de 1994  |
| Egipto                                                                        | Lunes 14 de noviembre de 1994  |
| Eslovenia                                                                     | Jueves 13 de octubre de 1994   |
| España                                                                        | Viernes 5 de agosto de 1994    |
| Estados Unidos · Canadá                                                       | Viernes 10 de junio de 1994    |
| Estonia                                                                       | Viernes 7 de octubre de 1994   |
| Filipinas                                                                     | Miércoles 31 de agosto de 1994 |
| Finlandia                                                                     | Viernes 5 de agosto de 1994    |
| Francia                                                                       | Miércoles 24 de agosto de 1994 |

| País                         | Fecha de estreno                 |
| ---------------------------- | -------------------------------- |
| Grecia                       | Viernes 14 de octubre de 1994    |
| Hong Kong                    | Jueves 30 de junio de 1994       |
| Hungría                      | Jueves 18 de agosto de 1994      |
| India                        | Viernes 28 de octubre de 1994    |
| Indonesia                    | Martes 16 de agosto de 1994      |
| Israel                       | Viernes 22 de julio de 1994      |
| Italia                       | Viernes 30 de septiembre de 1994 |
| Jamaica                      | Miércoles 27 de julio de 1994    |
| Japón                        | Sábado 3 de diciembre de 1994    |
| Letonia                      | Viernes 21 de octubre de 1994    |
| Líbano                       | Viernes 16 de septiembre de 1994 |
| Lituania                     | Viernes 4 de noviembre de 1994   |
| Malasia                      | Jueves 18 de agosto de 1994      |
| México                       | Viernes 15 de julio de 1994      |
| Noruega                      | Viernes 19 de agosto de 1994     |
| Nueva Zelanda                | Viernes 2 de septiembre de 1994  |
| Países Bajos                 | Jueves 18 de agosto de 1994      |
| Perú                         | Viernes 2 de septiembre de 1994  |
| Polonia                      | Viernes 26 de agosto de 1994     |
| Portugal                     | Viernes 9 de septiembre de 1994  |
| Puerto Rico                  | Jueves 14 de julio de 1994       |
| Reino Unido Irlanda          | Viernes 30 de septiembre de 1994 |
| República Checa · Eslovaquia | Jueves 1 de septiembre de 1994   |
| Rumania                      | Viernes 30 de septiembre de 1994 |
| Singapur                     | Jueves 4 de agosto de 1994       |
| Sudáfrica                    | Viernes 16 de septiembre de 1994 |
| Suecia                       | Viernes 22 de julio de 1994      |
| Suiza                        | Viernes 21 de octubre de 1994    |
| Tailandia                    | Sábado 13 de agosto de 1994      |
| Taiwán                       | Sábado 25 de junio de 1994       |
| Turquía                      | Viernes 7 de octubre de 1994     |
| Uruguay                      | Viernes 7 de octubre de 1994     |
| Venezuela                    | Miércoles 3 de agosto de 1994    |

## DVD
Speed ha sido reeditada varias veces. El 26 de junio de 2002 salió a la venta una edición especial en España, en formato DVD. El disco contiene storyboards, secuencias de acción, escenas ampliadas, los secretos de Speed, escenas multiángulo, tráiler cinematográfico, making of, vídeo musical, notas de producción, galería de fotos, entrevistas y anuncios de TV.

## Premios

### 20/20 Awards
| Año  | Categoría         | Nominados           | Resultado |
| ---- | ----------------- | ------------------- | --------- |
| 2015 | BEST FILM EDITING | John Wright – SPEED | Nominado  |
| 2015 | BEST SOUND DESIGN | SPEED               | Ganadora  |

### Óscar
| Año  | Categoría             | Nominados                                                              | Resultado |
| ---- | --------------------- | ---------------------------------------------------------------------- | --------- |
| 1995 | Film Editing          | SPEED John Wright                                                      | Nominado  |
| 1995 | Sound                 | SPEED Gregg Landaker, Steve Maslow, Bob Beemer y David R. B. MacMillan | Ganadores |
| 1995 | Sound Effects Editing | SPEED Stephen Hunter Flick                                             | Ganador   |

### BAFTA
| Año  | Categoría              | Nominados                                                                                  | Resultado |
| ---- | ---------------------- | ------------------------------------------------------------------------------------------ | --------- |
| 1995 | Editing                | John Wright                                                                                | Ganador   |
| 1995 | Special Visual Effects | Boyd Shermis, John Frazier, Ron Brinkman y Richard Hollander Speed                         | Nominados |
| 1995 | Sound                  | Speed Stephen Hunter Flick, Gregg Landaker, Steve Maslow, Bob Beemer y David R B MacMillan | Ganadores |

### Edgar Allan Poe Awards
| Año  | Categoría           | Película | Nominados   | Resultado |
| ---- | ------------------- | -------- | ----------- | --------- |
| 1995 | Best Motion Picture | Speed    | Graham Yost | Nominado  |

### Golden Leinwand
| Año  | Nominada | Resultado |
| ---- | -------- | --------- |
| 1994 | Speed    | Ganadora  |

### Jupiter Award
| Año  | Categoría                        | Nominación     | Resultado |
| ---- | -------------------------------- | -------------- | --------- |
| 1994 | Beste Darstellerin International | Sandra Bullock | Ganadora  |

### Saturn Award Academy of Science Fiction, Fantasy & Horror Films
| Año  | Categoría    | Nominación     | Resultado |
| ---- | ------------ | -------------- | --------- |
| 1994 | Best Actress | Sandra Bullock | Ganadora  |

## Casio
- En esta película Keanu Reeves presenta el reloj CASIO DW5600[27]